# Sveriges socialtjänstminister
Sveriges socialtjänstminister är den i regeringen som ansvarar för socialtjänsten i Sverige. Sedan 2022 är Camilla Waltersson Grönvall (M) Sveriges socialtjänstminister. Ministern sitter i socialdepartementet, med tre andra statsråd.
Posten som socialtjänstminister har enbart tidigare funnits mellan 2002 och 2006, då Morgan Johansson (S) var folkhälso- och socialtjänstminister. Innan och efter dess, har ansvarsområdet legat på andra statsråd, exempelvis hos socialministern. Kritiker hävdade då att socialtjänstfrågor hamnade hos en annan ministers portfölj, så nedprioriterades socialtjänstfrågor då portföljen med ansvar ansågs vara för bred.